# Etulo
Die Sprache Etulo (ISO 639-3: utr; auch eturo, turumawa, utur) ist eine idomoide Sprache, die von insgesamt 10.000 Personen im nigerianischen Bundesstaat Benue im Lokalen Regierungsareal Gboko und im Bundesstaat Taraba im LGA Wukari gesprochen wird.
Die Sprache zählt zur Untergruppe der etulo-idoma-Sprachen.